# Сокаппа
Сокаппа (*тай-ниа:ᥔᥫᥴ ᥐᥣᥙᥱ ᥜᥣᥳ; д/н — 1379) — 4-й володар держави Муанг Мао у 1378—1379 роках. У китайців відомий як Чжао Сяофа і Сі Цзюфа.

## Життєпис
Син саофа Сі Кефа. Відомостей про нього обмаль. 1378 року за підтримки невдоволених сановників повалив свого небожа Сосюпа, захопивши владу. Втім невдовзі продовжив політику останнього, спрямовану на зміцнення влади монарха. За це у «Хроніці Мон Мао» названий тираном. В результаті через 8 місяців був повалений внаслідок змови, а до влади прийшов його брат Совакпа.